# The Chant Has Begun (Level 42)
The Chant Has Begun is een lied van de Britse jazz/funkband Level 42 uit 1984. Het is de tweede single van het album True Colours. 

## Achtergrond
De tekst is geschreven door bassist/frontman Mark King en drummer Phil Gould en gaat over een wereld waarin milieuvervuiling, oorlog en leugenachtige politici de orde van de dag zijn. In de bijbehorende videoclip tonen Mark King en toetsenist/zanger Mike Lindup hun drumtalenten tijdens de hookline "the spirit of the people, the rhythm has begun".

## Live-uitvoeringen
The Chant Has Begun was midden jaren tachtig een vast onderdeel van het live-repertoire; de opname van het concert in Woolwich in 1985 werd dat jaar opgenomen voor het album A Physical Presence. Verder haalde het de registraties van Veronica's Rocknight, Rockpalast en het concert in Wembley Stadium. In 2018 werd het na dertig jaar weer in de setlijst opgenomen.

## Hitnotering
In de Nederlandse Top 40 haalde het alleen een tipnotering, in de BRT Top 30 was geen notering weggelegd voor dit plaatje.

### NederlandseDaverende 30
| Hitnotering: 24-11-1984 t/m 14-12-1984 | Hitnotering: 24-11-1984 t/m 14-12-1984 | Hitnotering: 24-11-1984 t/m 14-12-1984 | Hitnotering: 24-11-1984 t/m 14-12-1984 | Hitnotering: 24-11-1984 t/m 14-12-1984 |
| Week:                                  | 1                                      | 2                                      | 3                                      |                                        |
| -------------------------------------- | -------------------------------------- | -------------------------------------- | -------------------------------------- | -------------------------------------- |
| Positie:                               | 44                                     | 38                                     | 47                                     | uit                                    |

### UK Singles Chart
| Hitnotering: 3-11-1984 t/m 11-1-1985 | Hitnotering: 3-11-1984 t/m 11-1-1985 | Hitnotering: 3-11-1984 t/m 11-1-1985 | Hitnotering: 3-11-1984 t/m 11-1-1985 | Hitnotering: 3-11-1984 t/m 11-1-1985 | Hitnotering: 3-11-1984 t/m 11-1-1985 | Hitnotering: 3-11-1984 t/m 11-1-1985 | Hitnotering: 3-11-1984 t/m 11-1-1985 | Hitnotering: 3-11-1984 t/m 11-1-1985 | Hitnotering: 3-11-1984 t/m 11-1-1985 | Hitnotering: 3-11-1984 t/m 11-1-1985 | Hitnotering: 3-11-1984 t/m 11-1-1985 | Hitnotering: 3-11-1984 t/m 11-1-1985 |
| Week:                                | 1                                    | 2                                    | 3                                    | 4                                    | 5                                    | 6                                    | 7                                    | 8                                    | 9                                    | 10                                   |                                      |                                      |
| ------------------------------------ | ------------------------------------ | ------------------------------------ | ------------------------------------ | ------------------------------------ | ------------------------------------ | ------------------------------------ | ------------------------------------ | ------------------------------------ | ------------------------------------ | ------------------------------------ | ------------------------------------ | ------------------------------------ |
| Positie:                             | 59                                   | 46                                   | 42                                   | 41                                   | 60                                   | x                                    | x                                    | x                                    | x                                    | 100                                  | uit                                  |                                      |